# Janislaw Gertschew
Janislaw Gertschew (bulgarisch Янислав Герчев; * 4. Oktober 1989 in Plowdiw) ist ein bulgarischer Judoka. Er wurde 2017, 2018 und 2022 Europameisterschaftszweiter.

## Sportliche Karriere
Gertschew kämpft in der Gewichtsklasse bis 60 Kilogramm. In dieser Gewichtsklasse war er zwischen 2007 und 2012 fünfmal bulgarischer Meister.
2011 war Gertschew U-23-Europameister, wobei er im Finale den für Russland startenden Robert Mschwidobadse besiegte. Zwei Jahre später erreichte er bei den Europameisterschaften 2013 in Budapest das Halbfinale gegen den Schweizer Ludovic Chammartin und belegte nach Niederlagen im Halbfinale und in der Trostrunde den fünften Platz. Bei der Sommer-Universiade 2013 wurde Gertschew Siebter. 2015 unterlag Gertschew in seinem Auftaktkampf bei den Europaspielen Ludovic Chammartin. Bei den Olympischen Spielen 2016 schied Gertschew in seinem zweiten Kampf gegen den Georgier Amiran Papinaschwili aus.
Bei den Europameisterschaften 2017 in Warschau besiegte Gertschew im Halbfinale Amiran Papinaschwili, im Finale unterlag er Robert Mschwidobadse. Ein Jahr später bezwang er im Halbfinale der Europameisterschaften 2018 in Tel Aviv den Ukrainer Artem Lessjuk. Im Finale verlor er erneut gegen einen Russen, diesmal war es Islam Jaschujew. Bei den Europaspielen 2019 verlor Gertschew in seinem Auftaktkampf gegen den Belgier Jorre Verstraeten. 2020 unterlag Gertschew im Halbfinale der Europameisterschaften in Budapest Robert Mschwidobadse, den Kampf um eine Bronzemedaille gewann Jorre Verstraeten gegen Gertschew. 2021 in Lissabon besiegte Gertschew im Viertelfinale den für Russland startenden Jago Abuladse. Nach einer Halbfinalniederlage gegen den Franzosen Luka Mkheidze verlor Gertschew den Kampf um Bronze gegen Kəramət Hüseynov aus Aserbaidschan. Sechs Wochen später erreichte Gertschew bei den Weltmeisterschaften in Budapest erstmals ein Viertelfinale bei Weltmeisterschaften. Er verlor gegen Jago Abuladse und belegte am Ende den siebten Platz. Bei den 2021 ausgetragenen Olympischen Spielen in Tokio schied Gertschew in seinem zweiten Kampf gegen Yang Yung-wei aus Taiwan aus.
Im April 2022 unterlag Gertschew im Finale der Europameisterschaften in Sofia dem Spanier Francisco Garrigós.